# Milovići
Milovići este un sat din comuna Tivat, Muntenegru. Conform datelor de la recensământul din 2003, localitatea are 76 de locuitori (la recensământul din 1991 erau 48 de locuitori).

## Demografie
În satul Milovići locuiesc 61 de persoane adulte, iar vârsta medie a populației este de 39,0 de ani (34,8 la bărbați și 44,1 la femei). În localitate sunt 24 de gospodării, iar numărul mediu de membri în gospodărie este de 3,08.
Populația localității este foarte eterogenă.
|  |

| Demografie | Demografie | Demografie |
| An         | Locuitori  | Locuitori  |
| ---------- | ---------- | ---------- |
|            |            |            |
|            |            |            |
|            |            |            |
|            |            |            |
| 1948       | 114        |            |
| 1953       | 110        |            |
| 1961       | 131        |            |
| 1971       | 110        |            |
| 1981       | 104        |            |
| 1991       | 48         | 46         |
| 2003       | 76         | 76         |

| \| Componența etnică conform recensământului din 2003[2] \| Componența etnică conform recensământului din 2003[2] \| Componența etnică conform recensământului din 2003[2] \| Componența etnică conform recensământului din 2003[2] \| Componența etnică conform recensământului din 2003[2] \| \| ----------------------------------------------------- \| ----------------------------------------------------- \| ----------------------------------------------------- \| ----------------------------------------------------- \| ----------------------------------------------------- \| \| \| \| \| \| \| \| Sârbi \| Sârbi \| \| 44 \| 57,89% \| \| Croați \| Croați \| \| 6 \| 7,89% \| \| Musulmani \| Musulmani \| \| 6 \| 7,89% \| \| Muntenegreni \| Muntenegreni \| \| 5 \| 6,57% \| \| Albanezi \| Albanezi \| \| 2 \| 2,63% \| \| necunoscută \| necunoscută \| \| 2 \| 2,63% \| |              |  |    |        |
| Componența etnică conform recensământului din 2003 |              |  |    |        |
| |              |  |    |        |
| Sârbi | Sârbi        |  | 44 | 57,89% |
| Croați | Croați       |  | 6  | 7,89%  |
| Musulmani | Musulmani    |  | 6  | 7,89%  |
| Muntenegreni | Muntenegreni |  | 5  | 6,57%  |
| Albanezi | Albanezi     |  | 2  | 2,63%  |
| necunoscută | necunoscută  |  | 2  | 2,63%  |